# Interna medicina
Interna medicina je grana medicine koja se bavi problemima i bolestima unutrašnjih organa. U okviru interne medicine postoji nekoliko grana medicine:
- Endokrinologija
- Gastroenterologija
- Hematologija
- Kardiologija
- Pulmologija
- Nefrologija
- angiologija
- reumatologija
- poremećaji prehrane i metabolizma
- infektologija
- onkologija
- neurologija
- dermatologija